# 아키야마 유즈키
아키야마 유즈키(일본어: 秋山ゆずき, 1993년 4월 14일 ~ )는 일본의 배우, 아이돌 가수이다. 영화 《카메라를 멈추면 안 돼!》의 좀비 영화 여주인공 역으로 출연하여 유명해졌다.